# La Traversée (film, 2022)
Pour les articles homonymes, voir La Traversée.
Pour plus de détails, voir Fiche technique et Distribution.
La Traversée est une comédie française réalisée par Varante Soudjian et sortie en 2022.

## Synopsis
Deux éducateurs ont obtenu un budget pour permettre à cinq ados d’effectuer une croisière à portée éducative en Méditerranée. Mais arrivés à Marseille, le skipper s'avère être un ancien policier de la BAC, particulièrement hostile à l'égard de cette joyeuse troupe ; les péripéties ne faisant que commencer.

## Fiche technique
Sauf indication contraire, les informations mentionnées dans cette section peuvent être confirmées par les bases de données cinématographiques IMDb et Allociné,  présentes dans la section « Liens externes ».
- Titre original : La Traversée
- Réalisation : Varante Soudjian
- Scénario : Varante Soudjian et Thomas Pone
- Musique : Loïc Fleury et Stéphane Kronborg
- Décors : Isabelle Delbecq
- Costumes : Cécile Box
- Photographie : Cyril Bron
- Montage : Brian Schmitt
- Production : Victor Hadida
  - Production exécutive : Denis Penot
  - Production déléguée : Aïssa Djabri et Farid Lahouassa
- Sociétés de production : Vertigo Productions
- Société de distribution : Metropolitan Filmexport
- Pays de production :  France
- Langue originale : français
- Format : couleur — 2,35:1
- Genre : comédie
- Durée : 105 minutes
- Dates de sortie :
  - France : 29 juin 2022

## Distribution
Sauf indication contraire, les informations mentionnées dans cette section peuvent être confirmées par les bases de données cinématographiques IMDb et Allociné,  présentes dans la section « Liens externes ».
- Alban Ivanov : Riton, le skipper
- Lucien Jean-Baptiste : Alex, l'éducateur
- Audrey Pirault : Stéphanie, l'éducatrice
- Moncef Farfar : Rayane
- Thilla Thiam : Sam
- Lucie Charles-Alfred : Léa, la bipolaire
- Mamari Diarra : Mahdi
- Enzo Lemartinet : Polo

## Accueil

### Accueil critique
La site Allociné donne une moyenne de 3⁄5 à partir de l'interprétation d'une quinzaine de critiques de presse recensées.
La presse est coupée en deux sur la qualité du film, mais trouve de nombreux points de convergence. Pour 20 Minutes, le film « prône le respect avec autant d’humour que de bienveillance ». Le Parisien est conquis par la comédie : « malgré les difficultés techniques, les vagues, le mal de mer, le film ne chavire pas, et tient bien même la mer. Mention spéciale aux jeunes acteurs, tous impeccables, alors que trois sur cinq n’avaient jamais tourné auparavant ».
« Sympathique traversée de la mer et de la vie » pour Le JDD, la « croisière amuse un peu, malgré l'océan de clichés qu'elle charrie dans ses filets à grosses mailles » selon Le Figaro,. Télé 7 jours et Télé-Loisirs tombent tous les deux d'accord, sur « une mise en scène enlevée et la belle énergie de ses acteurs », « principal atout de cette comédie ».
Il y a quand même des déçus parmi les critiques. Ainsi, L'Obs d'abord enthousiaste se montre finalement beaucoup plus réticent : « pour une fois qu’une comédie met en scène des jeunes de cité sans tomber dans la caricature et qu’elle charge l’ex-flic sectaire autant que le pédagogue bien-pensant, comment ne pas regretter un récit à ce point cousu de fil blanc et sa conduite si laborieuse ? ». La Croix s'interroge sur ce « long métrage qui explore tendrement et avec humour les eaux de la réconciliation. Pourquoi pas » ; un peu dans le même état d'esprit que Première, qui voit un « divertissement de bonne facture sans révolutionner le genre »,. Pour Télérama, « l'enthousiasme contagieux des acteurs suscite quelques bonnes scènes, au milieu, hélas, d'un océan de poncifs sur le « vivre ensemble » ».

### Box-office
Le premier jour de son exploitation, la comédie réalise 18 331 entrées, dont 2 966 en avant-première, pour 446 copies. Cela lui permet d'atteindre la seconde place du box-office des nouveautés, derrière une autre comédie française, Irréductible (73 704), et devant le film d'épouvante-horreur Arthur, malédiction (16 578).
Au bout d'une semaine d'exploitation, la comédie peine à trouver son public en engrangeant moins de 200 000 entrées (189 578). Elle se positionne à la 6e place du box-office, derrière le biopic Elvis (311 924) et devant le thriller Black Phone (133 668). La semaine suivante, la comédie perd une place en engrangeant 102 309 entrées supplémentaires, derrière Irréductible (167 870) et devant Black Phone (72 372).
| Pays ou région | Box-office        | Date d'arrêt du box-office | Nombre de semaines |
| -------------- | ----------------- | -------------------------- | ------------------ |
| France         | 390 068 entrées   | 30 août 2022               | 9                  |
| Total mondial  | +002 772 979, USD | -                          | -                  |